# Habropogon albibarbis
Habropogon albibarbis är en tvåvingeart som först beskrevs av Macquart 1838.  Habropogon albibarbis ingår i släktet Habropogon och familjen rovflugor. Inga underarter finns listade i Catalogue of Life.